# Ladislav Szalay
Ladislav Szalay írói álneve Gabriel Viktor (Nagyszombat, 1929. május 23. – 2025. június 27.) szlovák író, újságíró.

## Élete
Az édesapja már az első köztársaság idején bírósági tisztviselő, az édesanyja tanár volt. Nagyszombatban majd Pozsonyban 1947 és 1951 között a Közgazdasági Egyetemen, 1964-tól 1966-ig a Comenius Egyetem Bölcsészettudományi Karán tanult. 1951-től 1953-ig kutatóként dolgozott a Szlovák Tudományos Akadémia Közgazdasági Intézetében, majd 1954 és 1973 között a Roháč magazin szerkesztője. Számos szatirikus kabaréjelenetet írt az akkori Tátra revü kabaré-színház számára. 1974-től 1989-ig könyvelő a szlovák Pravda napilapnál. 1990 és 1992 között a Slovenský denník főszerkesztője. 1992-ben Tomáš Janoviccsal együtt megpróbálták megújítani a humoros kiadványt, létrehozták az Aréna magazint. Nagyszombat díszpolgára.

## Művei

### Próza
- Polstoročie trnavského futbalu (1957) Fél évszázados a nagyszombati labdarúgás
- Nosorožec v trestnom území (1963)
- Legenda rokov meruôsmych (szamizdatként: 1984; 1998) A zsoldosok éveinek legendája
- Gabriel Viktor: 1848–1849 legendája a szlovák történetírásban; fordította F. Kováts Piroska; Kalligram, Pozsony, 1999[6] ISBN 8071492523[7]
- Stretnutia (1996) Találkozók
- Maturitné stretnutie (1997) Érettségi találkozó

### Kabaré
- Bez priepustky (1959)
- Sex, sex, sex-tánska látka (1969)

## Fordítás
- Ez a szócikk részben vagy egészben  a   Ladislav Szalay című szlovák Wikipédia-szócikk ezen változatának fordításán alapul.  Az eredeti cikk szerkesztőit annak laptörténete sorolja fel. Ez a jelzés csupán a megfogalmazás eredetét és a szerzői jogokat jelzi, nem szolgál a cikkben szereplő információk forrásmegjelöléseként.